# Siccar Point

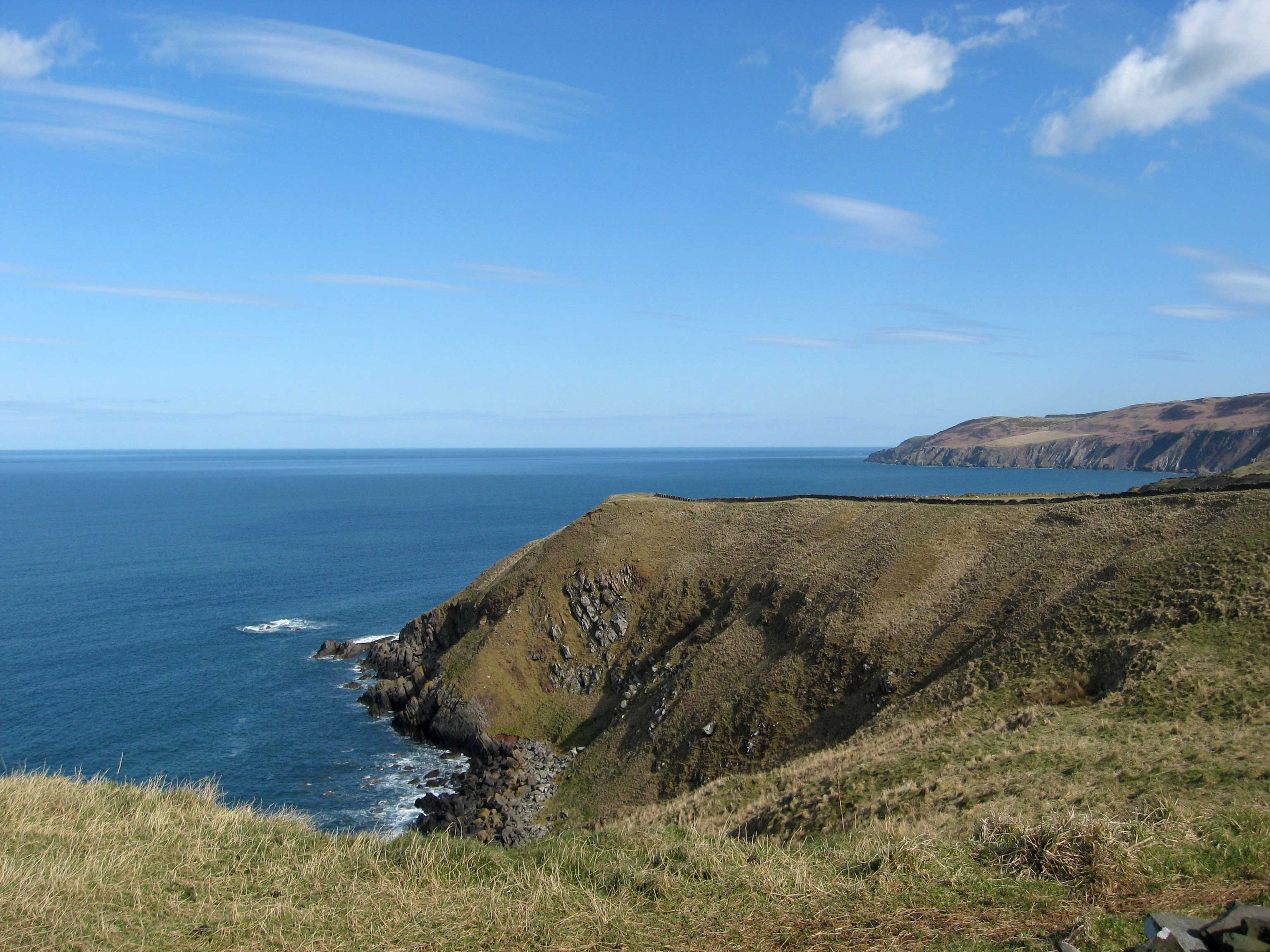
Siccar Point

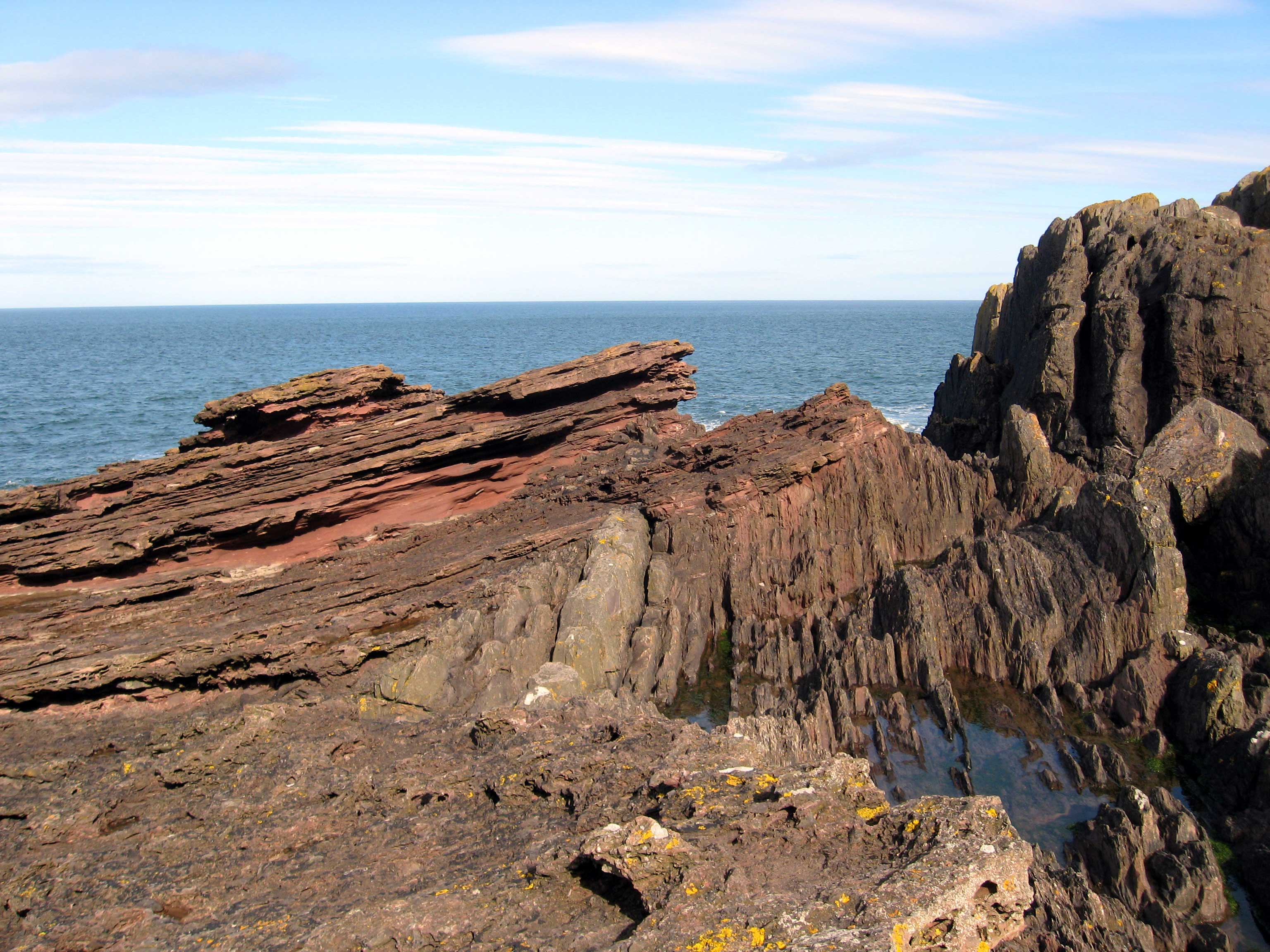
Die Hutton-Diskordanz

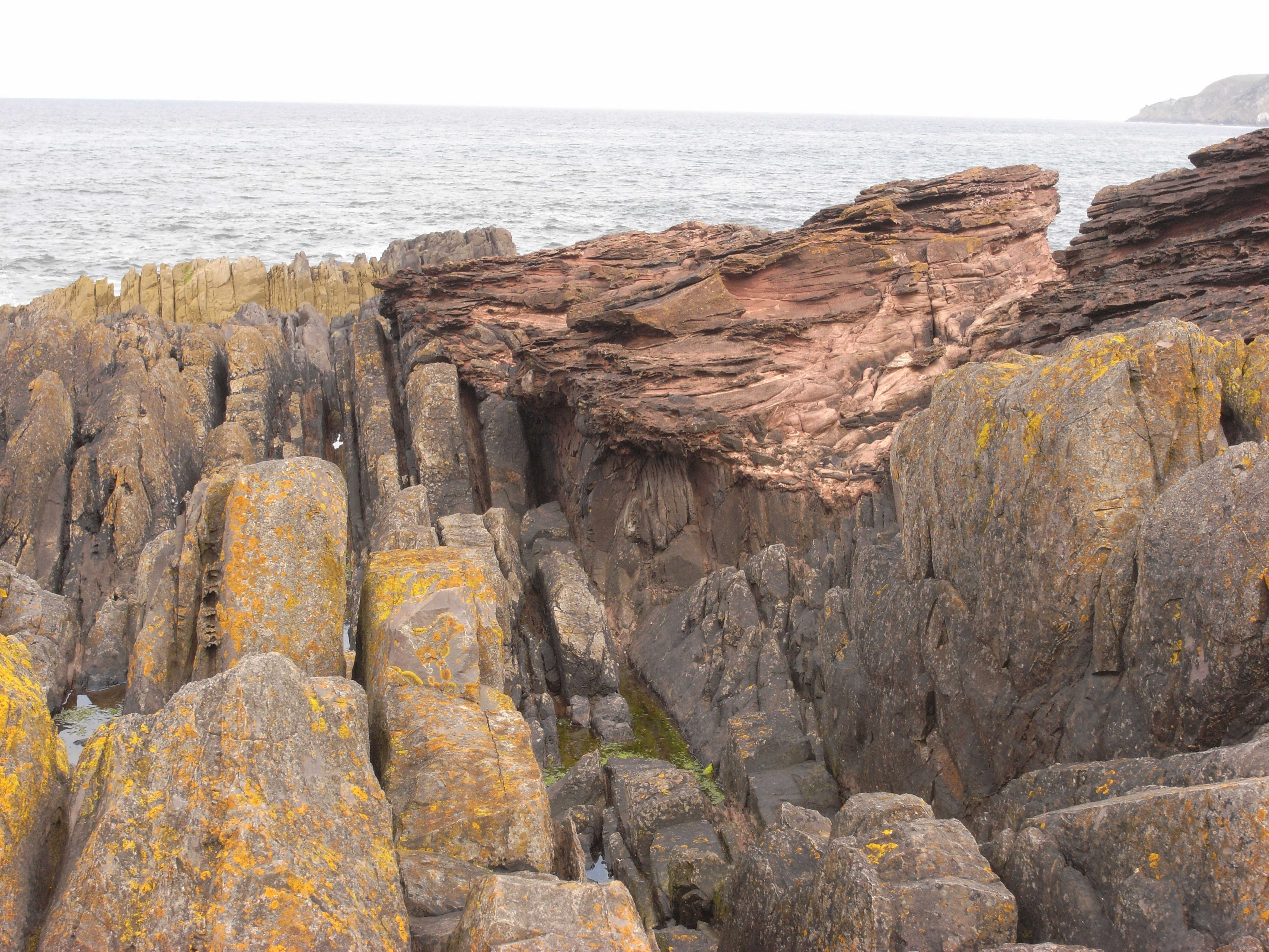
Grauwackenschichten und auflagernder Old-Red-Sandstein (rechts)

Siccar Point ist eine Landspitze an der schottischen Ostküste, östlich von Edinburgh und unweit des Dorfes Cockburnspath. Die Lokalität besitzt als geologischer Aufschluss eine herausgehobene wissenschaftshistorische Bedeutung.
In der Nähe des Meeresspiegels befindet sich am Fuß des Steilhangs von Siccar Point die Hutton-Diskordanz (Hutton’s Unconformity). Damit wird ein geologischer Aufschluss bezeichnet, bei dem fast senkrecht gestellte Schichten von Grauwacke und Tonschiefer (Gala Group) aus dem Silur von horizontal auflagernden roten Sandsteinschichten (Stratheden Group) des Devons überlagert werden. An diesem Ort sind die älteren Schichtungen aus dem Silur stark verfaltet. Ihr oberer Teil wurde später horizontal abgetragen und auf diese Weise von diskordant aufsitzenden Sandsteinen abgedeckt.
James Hutton erkannte 1788 zusammen mit John Playfair und James Hall am Beispiel der hier sichtbaren Gesteinsschichten die bis dahin kaum verständlich erscheinenden zeitlichen Dimensionen beim Ablauf geologischer Prozesse. Dieser Aufschluss diente ihm zur Demonstration der nacheinander eintretenden Erscheinungen von Sedimentation, Faltung, Abtragung und erneuter Sedimentation. Die für das damalige Naturverständnis unglaublich erscheinenden geologischen Prozesse deutete Hutton als Beweis für die zwangsläufig großen Zeiträume, in denen sich solche Entwicklungen vollziehen, und demzufolge für das daraus anzunehmende hohe Alter der Erde. Damit begab er sich in Widerspruch zur biblischen Schöpfungslehre.